# Armand Jean du Plessis de Richelieu
Armand Jean du Plessis (París, 9 de setembre de 1585 - 4 de desembre de 1642), cardenal-duc de Richelieu, duc de Fronsac i par de França. Cardenal, noble i home d'estat francès. Fou ordenat bisbe l'any 1607, a l'edat de 22 anys, entrà en política i fou nomenat secretari d'Estat l'any 1616. Richelieu obtingué un gran poder dins l'Església catòlica i el regne de França, i fou nomenat cardenal l'any 1622, i primer ministre del rei Lluís XIII el 1624. Ocupà el càrrec fins a la seva mort el 1642, i fou succeït pel també cardenal Giulio Mazzarino.
Com a primer ministre de França, consolidà la monarquia lluitant contra les diverses faccions internes, contrarestant el poder de la noblesa i convertí França en un estat fortament centralitzat. La seva política exterior, d'altra banda, se centrà a contrarestar el poder de la dinastia austro-hispànica dels Habsburg, regnant aleshores sobre l'Imperi Espanyol i el Sacre Imperi. Per a fer-ho, i tot i ésser un ministre catòlic, no dubta d'aliar-se amb els protestants, la qual cosa li comportà ser denunciat com a traïdor de l'església catòlica. Tingué una participació notòria en la Guerra dels Trenta Anys, que acabà amb la Pau de Westfàlia.
Richelieu fou, a més, famós pel seu mecenatge d'art i per fundar l'Académie française, la institució encarregada de regular i perfeccionar la llengua francesa. És també conegut amb el sobrenom de l'Éminence Rouge (l'eminència roja) per les vestidures vermelles pròpies dels cardenals.

## Bisbe als 22 anys
Nascut a París l'any 1585, Richelieu era el quart de cinc germans, i el tercer fill mascle. El seu pare, François du Plessis, senyor de Richelieu, fou Gran Prebost de França en haver servit com a cap de la casa reial als reis Enric III i Enric IV, i va rebre per la seva família el benefici del bisbat de Luçon. La seva mare, Suzanne de La Porte, era filla d'un prestigiós advocat del Parlament de París. El seu pare morí quan només tenia cinc anys, durant les Guerres de religió de França, deixant la família en una delicada situació econòmica. Als 9 anys, el jove Richelieu fou enviat al Col·legi de Navarra, a París, i ingressà posteriorment a l'Acadèmia de Pluvinel per seguir la seva formació com a gentilhome i militar.
Per cessió d'Enric III de França al Gran Prebost l'any 1584, la família du Plessis disposava del bisbat de Luçon. Després de la mort de l'últim bisbe, s'esperava que fos el segon fill qui ocupés el càrrec, però aquest refusà convertir-se en bisbe i ingressà en un convent. Armand-Jean doncs, hagué d'abandonar la carrera militar que tant anhelava per substituir el seu germà. El jove acceptà aquest canvi tant radical de rumb, i es va aplicar als nous estudis amb gran voluntat.
L'any 1606, Enric IV nomenà Richelieu bisbe de Luçon, i fou consagrat el 1607 després que aquest viatgés a Roma per obtenir una dispensa pontifícia per la seva joventut que, segons el dret canònic vigent, el mateix que avui dia (2010) no es podia ser ordenat abans dels 24 anys. Poc després de fer-se càrrec de la seva diòcesi, Richelieu ja es mostrava com un bisbe actiu, compromès amb les reformes proposades pel Concili de Trento celebrat entre 1545 i 1563.

## Ascens al poder
Richelieu va resultar ser un important defensor dels interessos i del poder polític dels bisbats en oposar-se al cobrament d'impostos a l'església, fins al punt que l'any 1614 va aconseguir ser escollit pel clergat de Poitou com a diputat als Estats Generals; a més de defensar les reformes proposades pel Concili de Trento tot i l'oposició de la burgesia. Els seus discursos li valgueren la simpatia de Maria de Mèdici, la reina mare; que el va nomenar el 1615 almoiner de la futura reina Anna d'Àustria, esposa de Lluís XIII. L'any 1616, és nomenat Secretari d'Estat per a l'Exterior i la Guerra, càrrec que només ocuparà durant els cinc mesos anteriors a la caiguda de Concino Concini.
Richelieu havia prosperat al servei de Concino Concini, principal ministre del rei i preferit de Maria de Mèdici, de qui Richelieu esdevingué un dels més pròxims consellers. Aquesta, que havia estat regent durant la minoria d'edat de Lluis XIII, mantenia el poder efectiu tot i que el 1614 el seu fill assolí la majoria d'edat i fou coronat. La seva política, impopular en diverses regions de França, provocà diverses rebel·lions entre l'alta noblesa, i nombroses intrigues contra ella i Concini. Després de l'arrest i assassinat d'aquest, ordenat pel mateix rei, Maria de Mèdici perdé tot el seu poder, i fou exiliada de la cort. Amb el seu protector mort, Richelieu fou destituït com a Secretari d'Estat i expulsat de la Cort, i va acompanyar la reina mare en el seu exili a Angulema i, posteriorment, a causa de les sospites del rei d'un possible pla per tornar Maria de Mèdici al poder, fou exiliat a Avinyó, territori papal, on escrigué un catecisme, L'instruction du chrétien (La instrucció del cristià).
L'any 1619, Maria de Mèdici escapa del seu confinament al Castell de Blois i dirigeix una rebel·lió aristocràtica contra el rei qui, pensa en Richelieu per a aconsellar-la i li encarrega negociar amb ella. Aquesta mediació es resolgué en el Tractat d'Angulema (1620), que garantia la llibertat de Maria de Mèdici, la seva pertinència al Consell Reial i la pau amb el seu fill.
La mort del duc de Luynes, primer home del rei, l'any 1621, permeté a Richelieu recuperar ràpidament el seu poder. Fou proposat per Lluís XIII al papa Gregori XV com a cardenal aquell mateix any, i accedí aquest el 19 d'abril de 1622. Després de ser nomenat membre del Consell Reial l'abril de 1624, Richelieu obrà contra l'aleshores primer ministre, Charles de La Vieuville, qui fou arrestat per corrupció aquell mateix any i deixà via lliure a Richelieu per a exercir de primer ministre. Les diverses crisis per les quals passava aleshores França, inclosa una revolta hugonot, feren del nou ministre-cardenal, un conseller indispensable pel rei.

## Etapa de primer ministre
La política del cardenal se centrava en dos objectius: a l'interior, centralitzar el poder de França; i a l'exterior, neutralitzar els Habsburg, els quals regnaven aleshores a Espanya i Alemanya. Per a aquest motiu, s'alià amb els rebels de les Províncies Unides, en guerra contra Espanya, i feu costat als estats protestants alemanys que s'enfrontaven als Habsburg en la Guerra dels Trenta Anys. D'igual forma, acordà el matrimoni entre Enriqueta Maria, germana del rei i el futur Carles I d'Anglaterra, buscant una aproximació entre els dos regnes. Poc després de ser nomenat primer ministre, hagué de fer front a la crisi de Valtellina, una vall a la regió de Llombardia, en la qual per frenar l'avenç Habsburg (que controlava el ducat de Milà, donà suport als protestants suïssos. Les tropes desplegades pel cardenal a Valtelina, expulsaren les guarnicions papals i donaren suport a una potència protestant contra el papa que li guanyà nombrosos enemics dins l'església catòlica de França.
Per tal de consolidar el poder central a França, el cardenal suprimí el poder de la noblesa feudal mitjançant mesures com l'abolició del càrrec de Conestable de França l'any 1626, o la destrucció de totes les fortaleses interiors del país (deixant només aquelles situades a les fronteres, necessàries per a la guerra). Aquesta última mesura deixà els ducs i comtes sense defenses contra el rei en cas d'una hipotètica rebel·lió. Aquestes mesures li comportaren l'odi de la noblesa.
Un altre obstacle per a la centralització del poder, fou la divisió religiosa de França. Els hugonots, una facció protestant que disposava d'una important força militar i que, amb el suport del rei Carles I d'Anglaterra, s'havien rebel·lat. L'any 1627, Richelieu ordenà a l'exèrcit reial el setge de la ciutat portuària de La Rochelle, sota el seu propi comandament. Les expedicions d'auxili comandades per George Villiers, primer duc de Buckingham fracassaren, i la ciutat capitulà el 1628.

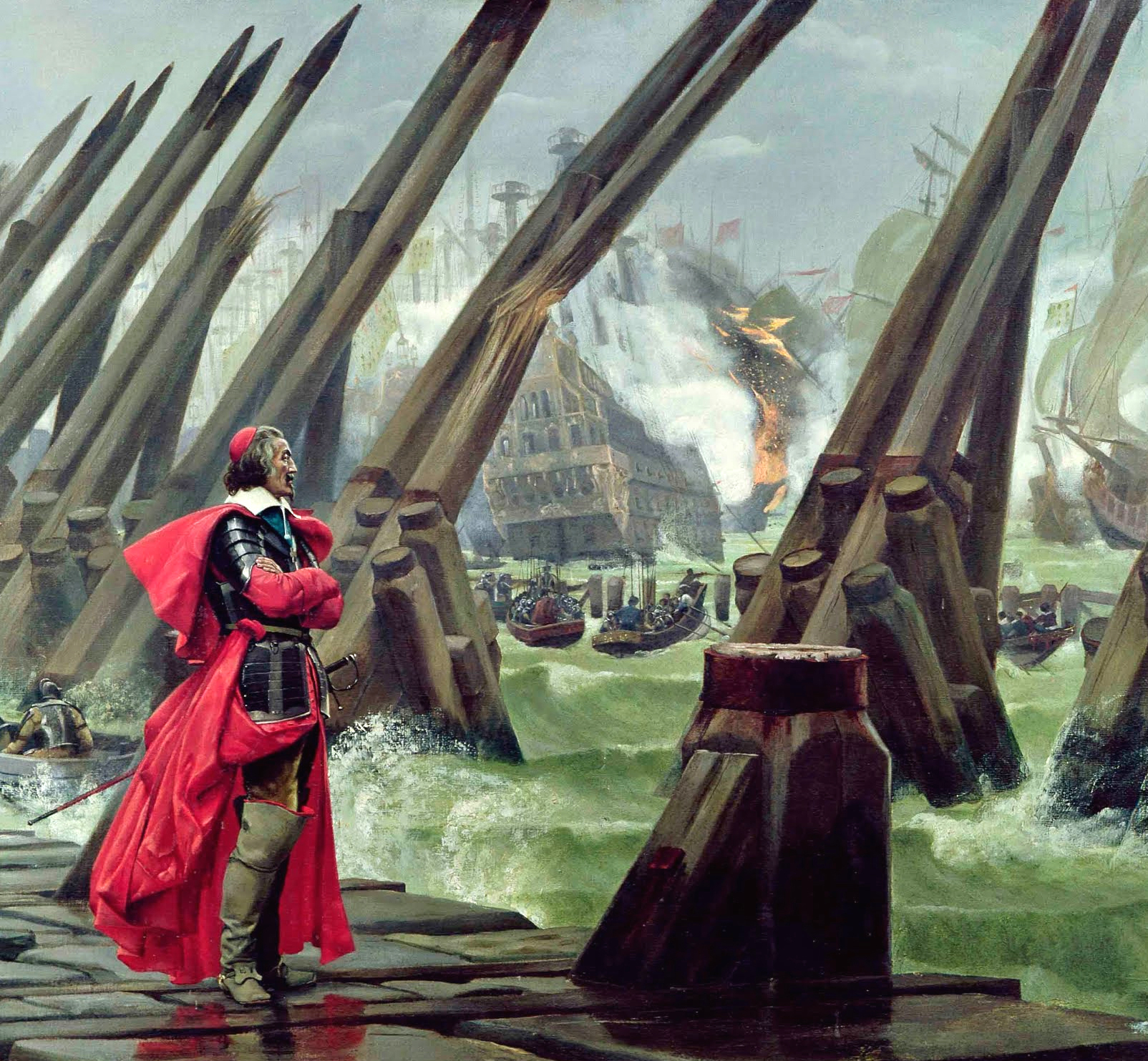
El Cardenal Richelieu durant el setge de La Rochelle, per Henri-Paul Motte (1881)

Tot i la derrota a La Rochelle, els hugonots continuaren la lluita sota el lideratge d'Henri de Rohan. L'any 1629, després d'una nova derrota, acceptaren la Pau d'Alais, que permetia el culte calvinista tal com l'Edicte de Nantes garantia, però abolia els furs particulars. Rohan, a diferència de la majoria de líders rebels que s'enfrontaren a Richelieu, no fou executat, sinó que passà a ser oficial de l'exèrcit francès.
Aprofitant el conflicte intern francès, i finançant els rebels per mantenir l'exèrcit francès ocupat, els Habsburg espanyols aprofitaren per expandir la seva influència al nord de França. Com a resposta, Richelieu, un cop guanyada La Rochelle, liderà un exèrcit contra Espanya al nord de França.
L'any següent, la posició del cardenal es veié severament amenaçada per la seva antiga protectora, Maria de Mèdici, qui considerava que el cardenal li havia robat el seu poder polític i n'exigí la dimissió. Les pobres relacions entre Lluís XIII i Ricehlieu, decantaren en un primer moment al rei en favor de la petició. Tot i així, el ministre fou capaç de convèncer-lo. L'11 de novembre de 1630, Maria de Mèdici i el duc Gastó d'Orleans i germà del rei, donaren suport a la proposta reial de dimissió, que el mateix rei feu enrere persuadit per Richelieu. Aprofitant que el rei necessitava el seu suport, el cardenal fou nomenat duc de Richelieu i par de França. Maria de Mèdici fou exiliada a Compiègne i, un nou intent de conspiració contra el cardenal per part seva i del seu fill, el duc d'Orleans, fou frustrat. Alhora, la noblesa fou també definitivament debilitada després de l'execució del duc de Montmorency l'any 1632, el qual Richelieu ordena executar, aconseguint intimidar als seus enemics. Creà també, una xarxa d'espionatge per tal de vigilar els seus enemics.

## La Guerra dels Trenta Anys
Gran part d'Europa s'havia vist implicada en la Guerra dels Trenta Anys ja abans de l'ascens al poder del cardenal Richelieu. Els estats Habsburg havien vençut els seus oponents protestants, i havien incrementat el seu poder al continent. Alarmat per la influència que havia guanyat Ferran II d'Habsburg, Richelieu incità Suècia a intervenir, acceptant ajudar econòmicament el rei Gustau II Adolf de forma encoberta, ja que França no estava en guerra amb el Sacre Imperi. Mentrestant, els enfrontaments entre Espanya i França al nord d'Itàlia prosseguien, i Richelieu aconseguí que Lluís XIII refuses l'acord de pau gestat el 1630 entre els ambaixadors francesos i espanyols a Ratisbona, pau que hagués significat la prohibició a les interferències franceses a les hostilitats a Alemanya.
A l'inici de la dècada del 1630, els prínceps protestants alemanys s'enfrontaren a les forces catòliques imperials, i acceptaren la Pau de Praga de 1635 després de la derrota a la batalla de Nördlingen. França s'oposava a aquesta pau, i va concloure amb les Províncies Unides un tractat de subvencions per mantenir-los en guerra. i entrar en la Guerra dels Trenta Anys, en la qual els Habsburg sortien clarament victoriosos, i declarà la guerra al Sacre Imperi. Aquesta aliança oberta entre França i els protestants seria causa de denúncia a Richelieu per traïció a l'església catòlica. La guerra, comença de forma desfavorable per als francesos, que patiren diverses derrotes davant d'Àustria i Espanya. Tot i això, aquests no pogueren obtenir un avantatge clar sobre els francesos, els quals obligaren al replegament de les forces imperials amb un contraatac sobre Itàlia i Catalunya. La Guerra dels Segadors donà avantatge als francesos, que reclamaren la sobirania de Catalunya. La guerra es prolongaria fins després de la mort del Cardenal i de Lluís XIII en diversos fronts, fins a acabar amb la Pau de Westfàlia.
Les despeses militars, posaren perill les finances reials, pel que Richelieu creà la gabella, un impost sobre la sal, i la talla, un impost directe sobre la terra que el clergat i la noblesa aconseguiren evitar, caient-ne la gran càrrega sobre els estrats més pobres de la població. Per facilitar el cobrament d'aquests impostos i lluitar contra la corrupció, el Cardenal substituí els recaptadors locals per funcionaris al servei de la corona, la qual cosa no va ser ben acceptada i va causar diverses revoltes entre 1636 i 1639, que foren violentament sufocades.

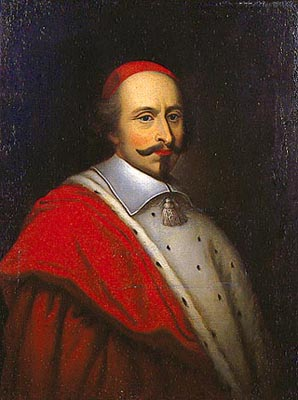
El cardenal Giulio Raimondo Mazzarino succeí a Richelieu com a primer ministre recomanat a Lluís XIII pel mateix Cardenal. Retrat de Pierre Louis Bouchart

## Mort
En els seus últims anys, la popularitat del Cardenal caigué en picat i s'arribaren a gestar diversos complots frustrats per atemptar contra la seva vida. Abans de morir, recomanà al rei el seu successor, Mazzarino. A la seva mort, deixà uns 20 milions de lliures, dels quals un fou llegat al rei. També deixa una casa i menjar assegurats per als seus gats, a més de dues persones encarregades de cuidar-los. Richelieu fou un dels homes més rics de la seva època, amb una fortuna superada en la història de França només per la del seu successor, el Cardenal Mazzarino.
Després de la seva mort, el 4 de desembre de 1642, fou enterrat a la capella de la Sorbona, a París.

## Profanació de la seva tomba
El 5 de desembre de 1793, tot i la intervenció de l'arqueòleg Alexandre Lenoir, els revolucionaris van saquejar la seva tomba. Els atacants, exhumaren el cos del cardenal i el degollaren i, tot i la intenció inicial de llançar-ne el cos al Sena, finalment aquest fou dipositat al soterrani de la Sorbona, en una fosa comuna juntament amb el de diversos membres de la seva família, inclòs el del mariscal de Richelieu.
El cap del cardenal, passà per diverses mans fins a acabar amagat a Saint-Brieuc, des d'on tornà a la Sorbona el 15 de desembre de 1866, durant una cerimònia fúnebre. L'any 1896, l'historiador Gabriel Hanotaux examinà el crani per última vegada abans de col·locar-lo dins d'una caixa segellada i coberta d'una capa de ciment en un lloc secret prop de la tomba.

## Influència
L'època de Richelieu fou un moment crucial de reforma a França. A l'inici del seu ministeri, el país estava estructurat de forma bàsicament feudal, amb una noblesa poderosa i una gran varietat de lleis segons cada territori. Les diferents faccions de la noblesa conspiraven periòdicament contra el rei, disposaven d'exèrcits propis i s'aliaven amb diverses potències estrangeres. Durant el regnat del cardenal, aquest sistema es dissolgué a favor d'un estat centralitzat, subordinant els interessos locals o religiosos als nacionals, representats pel rei.
Aquest període fou igualment clau quant a política exterior per a una França que, sota la direcció de Richelieu, va ser capaç de contenir la influència dels Habsburg. Richelieu no sobrevisqué per a veure el final de la Guerra dels Trenta Anys, la qual significà la decadència del Sacre Imperi i l'ascens de França com a potència europea.

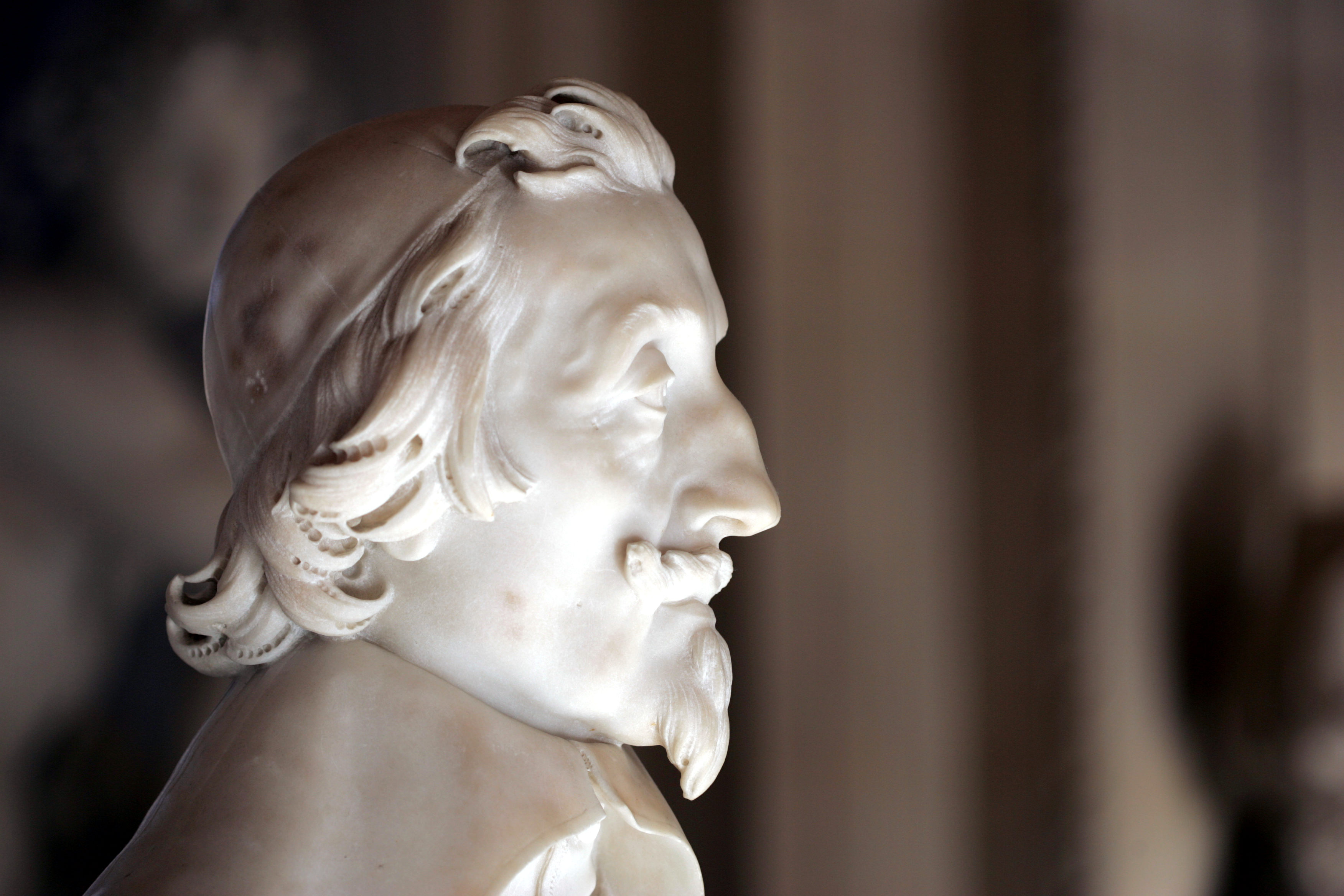
Bust de Richelieu, per Bernini (1641)

Els èxits del cardenal foren clau també per al successor de Lluís XIII, Lluís XIV. Aquest, continuà l'obra de Richelieu, i crea una monarquia absoluta, legislant contra la minvada aristocràcia, i eliminant tot rastre de poder hugonot amb l'Edicte de Fontainebleau. Gràcies a la victòria en la Guerra dels Trenta Anys, Lluís XIV pogué dur a terme una reeixida política exterior i establí l'hegemonia francesa que perduraria fins a finals del segle xvii. A més, Richelieu establí les bases del futur Imperi Colonial Francès.
És per això que Richelieu és una personalitat històrica a França, pel fet de ser un dels creadors del seu esperit nacional. Ha donat nom a una classe de vaixells de guerra i a un portaavions, que seria posteriorment reanomenat Charles de Gaulle. També porta el seu nom una de les sales del Museu del Louvre.
El seu llegat a més, s'estén al món sencer: les seves idees de nació forta amb política exterior agressiva serviren de base als estats moderns. Les actuals nocions de sobirania nacional i internacional deriven, a més, de les seves teories aplicades a la Pau de Westfalia.

### Crítiques
Richelieu és especialment conegut pels mètodes autoritaris que utilitzà per a conservar el poder. Algunes de les accions que dugué a terme amb aquest fi foren la censura de premsa, la creació d'una xarxa d'espionatge interior, la prohibició de la discussió d'assumptes polítics en assemblees públiques, com el Parlament de París, i la persecució i execució de rivals polítics. John Ralston Saul, historiador i filòsof canadenc, el qualificà com a el pare de l'Estat modern, el poder centralitzat [i] dels moderns serveis secrets. Els motius del cardenal han estat focus de debat entre els historiadors: mentre que uns el veuen com un patriota monàrquic, d'altres el consideren un cínic afamat de poder (Voltaire arribà a defensar que Richelieu provocà guerres únicament per a ésser indispensable per al rei).

### Alexandre Dumas
La imatge posterior d'aquest personatge es deu principalment a Alexandre Dumas, autor d'Els tres mosqueters, en què descriu el cardenal com un ministre cobdiciós i amb ànsies de poder. Les diverses adaptacions d'aquesta obra han generat un personatge encara més deformat, com en el film de 1993, en què se'l mostra com un dolent de conte, sense cap tret favorable.
Tot i la seva escassa popularitat, Richelieu ha estat per sobre de tot, un dels més hàbils polítics de la historia. Els seus actes sempre procuraren pels interessos de l'estat, i se'l pot considerar un digne hereu de Maquiavel.
Si bé durant la primera de les novel·les de D'Artagnan, Els tres mosqueters, Richelieu és mostrat com un ésser maliciós i summament astut, en la posterior novel·la de la sèrie, Vint anys després, Richelieu és permanent citat com un gran home, i arriba a ser descrit per Athos davant la tomba de Lluís XIII com el verdader rei, l'home qui realment donà la vida per la sobirania de França i l'engrandí, arribant a fer ombra al mateix Lluís XIII.

### Art i cultura
A més d'un polític hàbil, Richelieu fou un famós protector de l'art. Ell mateix fou autor de diversos escrits religiosos i polítics, el més famós dels quals és el seu Testament polític, i finançà diversos escriptors, entre els quals Pierre Corneille. El cardenal, fundà també l'Académie Française, principal societat literària francesa, que ja existia de forma no oficial i a la qual, l'any 1635, dotà de patent oficial. Encara avui, la Académie Française promou el francès i la seva literatura, i és l'autoritat competent en aquesta matèria.
L'any 1622, Ricehlieu fou escollit proviseur  (director) de la Sorbona, els edificis de la qual foren renovats durant el seu mandat. La seva estàtua perdura als afores de la catedral de Luçon, on exercí com a bisbe.
Richelieu també es construí un palau a París, el Palais-Cardinal, en els decorats del qual intervingué el pintor Philippe de Champaigne, qui, a més, ostentava l'exclusivitat per a realitzar els seus retrats (en pintà onze). El palau, reanomenat Palais Royal després de la seva mort, és l'actual seu del Tribunal Constitucional de França, del Ministeri de Cultura i del Consell d'Estat. D'altra banda, l'arquitecte Jacques Lemercier fou contractat per a construir un castell i una ciutat a Indre-et-Loire, actuals ciutat i castell de Richelieu. En aquest castell el cardenal reuní una de les majors col·leccions d'art d'Europa, que contenia entre altres peces les dues escultures d'Esclaus de Miquel Àngel i pintures de Rubens, Poussin i Ticià.